# Гангль, Йозеф
Йозеф «Зепп» Гангль (12 сентября 1910 — 5 мая 1945) был немецким майором вермахта, который стал участником австрийского Сопротивления в самом конце Второй мировой войны. Он был убит в бою 5 мая 1945 года в замке Иттер, Тироль. Он участвовал в обороне замка Иттер от войск 17-й танково-гренадерской дивизии СС «Гёц фон Берлихинген» вместе с солдатами вермахта, армии США и французскими военнопленными и погиб, прикрывая собой бывшего премьер-министра Франции Поля Рейно. Его помнят как героя австрийского Сопротивления нацистскому режиму.

## Рейхсвер
1 ноября 1928 года Йозеф вступил в рейхсвер, численность которого тогда составляла 100 000 человек, чтобы начать карьеру профессионального военного в 7-м артиллерийском полку в Нюрнберге. Он оставался там до сентября 1929 года, а затем служил в 5-м артиллерийском полку в Ульме.

## Вермахт
В 1935 году он стал частью недавно сформированного 25-го артиллерийского полка в Людвигсбурге и женился на продавщице из Людвигсбурга Вальбурге Ренц. У них было двое детей, одна из которых — дочь Зиглинда (родилась в 1936 году).
Ганль получил звание обер-фельдфебеля в ноябре 1938 года. С октября 1939 года он должен был учиться в офицерской школе вермахта. Однако его полк находился в Саар-Пфальце на границе с Францией, готовясь к войне. Там, 7 сентября 1939 года, одиннадцать французских дивизий шириной 25 км пересекли границу и продвинулись примерно на 8 км вглубь немецкой территории (они отступили в течение двух недель по приказу Гамелена). Это был первый бой Гангля во время Второй мировой войны. В последующие месяцы «странной войны» он провёл шесть месяцев в госпиталях, а 14 мая 1940 года вернулся в свой полк, чтобы принять участие в Западной кампании, в ходе которой он командовал разведывательным подразделением 25-й пехотной дивизии вермахта. После Компьенского перемирия Гангль служил инструктором в артиллерийском отделе 25-й дивизии. После короткого отпуска на родине в августе 1940 года он был инструктором на базе в Таусе в Протекторате Богемии и Моравии. 25 ноября 1940 года он начал месячное обучение в артиллерийской школе в Ютербоге.
22 июня 1941 года Гангль служил в 25-м моторизованном артиллерийском полку в составе группы армий «Юг» на Украине на Восточном фронте, где командовал батареей 105-миллиметровых гаубиц в битве за Киев. 20 августа 1941 года он был награждён Железным крестом 2-го класса. В январе 1942 года он получил звание старшего лейтенанта, а 12 февраля 1942 года — Железный крест 1-го класса. 24 апреля 1942 года Гангль стал командиром зенитного подразделения 25-го артиллерийского полка. Он занимал эту должность на Восточном фронте, пока в январе 1944 года его не назначили командиром 7-го отдела замены и подготовки Nebelwerfer в Хёхштедте-на-Дунае. В феврале 1944 года он на месяц отправился в армейскую школу для командиров батальонов и дивизий в Антверпене. 4 марта 1944 года Гангля направили в 83-й артиллерийский полк в Целле, который входил в состав 7-й артиллерийской бригады. В мае 1944 года он отправился во Францию.
После высадки союзников в Нормандии 7 июня 1944 года он вместе с Верфер-бригадой отправился в Кан, где она вошла в состав 12-й танковой дивизии СС «Гитлерюгенд» («Гитлеровская молодёжь») и сыграла важную роль в обороне города. 7-я Верфер-бригада с большими потерями вышла из Фалезского котла в августе. В ноябре она была реорганизована в Прюме в Эйфеле в 7-ю народную артиллерийскую бригаду с новым вооружением. Гангль участвовал с бригадой в Арденнском наступлении (битве за Арденны), в последующем общем отступлении и в феврале 1945 года в неудачной обороне Саарбрюккена. 8 марта 1945 года он был награждён Золотым немецким крестом.
Вскоре после этого он получил звание майора и возглавил 2-ю дивизию 83-го артиллерийского полка. 7-я артиллерийская бригада к тому времени потеряла половину личного состава и не имела небельверферов. Их командир, генерал Курт Паапе, приказал командирам батальонов, находившихся под Пайзенбергом, пробиваться с ними в Тироль и участвовать в обороне Альпийской крепости. Гангль встретился с генерал-лейтенантом Георгом Риттером фон Хенглем в середине апреля, который назначил его и остатки его отряда в боевую группу Геля под командованием подполковника Иоганна Геля в Вёргле.

## Сопротивление в Австрии
Через несколько дней после своего прибытия в Вергль Гангль связался с местной группой австрийского сопротивления под руководством Алоиса Майра. Он снабжал бойцов сопротивления информацией и оружием. Было решено, что следует предотвратить выполнение приказа Иоганна Гиля защищать Вергль от американцев до конца (разрушить мосты и перекрыть пути), а также освободить видных французских заключенных из близлежащего замка Иттер. Однако 3 мая 1945 года части боевой группы Гиля в Нидераудорфе были атакованы 12-й бронетанковой дивизией США и понесли тяжёлые потери. Фон Хенгль вывел свои войска из Вёргля и Иттера, после чего туда вошли подразделения Ваффен-СС. Тем временем многие жители Вёргля уже вывесили из окон белые флаги. Согласно приказу Генриха Гиммлера, все мужчины, проживавшие в таких домах, были расстреляны. Гангль, как и Майр, считал своим долгом остаться на месте, чтобы защитить жителей от расправы со стороны своих солдат. Вместе с десятью товарищами из своего 83-го полка NebelWerfer («Туманометатели») он остался в Вёргле вопреки приказу Хенгля отступить.
4 мая 1945 года в 11 часов утра чешский повар Андреас Кробот приехал к Йозефу на велосипеде из замка Иттер. Он приехал с просьбой о немедленной помощи заключённым, потому что над замком нависла угроза нападения войск СС. Гангль, который не хотел жертвовать своими людьми в самоубийственной атаке и обещал вывести их живыми, был вынужден подъехать к американцам с белым флагом и попросить о помощи. В Куфштайне, в 8 км от него, он встретил американское разведывательное подразделение под командованием капитана Джона К. «Джека» Ли. Вместе с 14 американскими солдатами, Ганглем и десятью его бывшими артиллеристами они направились в Иттерский замок. Гангль снова позвал на помощь Алоиза Майра, после чего к замку подъехали ещё двое солдат вермахта и молодой боец сопротивления Ханс Вальтль. Освобождённые французские военнопленные тоже приняли участие в бою. Утром 5 мая около 100–150 человек из 17-й танково-гренадерской дивизии СС «Гёц фон Берлихинген» атаковали замок. Гангль был смертельно ранен снайпером, когда пытался увести бывшего премьер-министра Франции Поля Рейно с линии огня. Около 16:00 на помощь прибыло подкрепление из 142-й пехотного полка США добрался до замка и разгромил осаждавших, взяв в плен около 100 солдат СС. Битва за замок Иттер была одним из двух случаев, когда армия США и вермахт сражались вместе, вторым случаем была операция «Ковбой».

## Награды
- Железный крест II класса, 20 августа 1941 г.
- Железный крест I класса, 12 февраля 1942 г.
- Немецкий Золотой Крест, 8 марта 1945 г.

## Посмертные почести
Гангль был посмертно удостоен звания героя австрийского сопротивления. Его именем названа улица в Вёргле. Кроме того, в его честь был установлен небольшой мемориал с гравировкой, на которой подробно описано, как Гангль присоединился к местному сопротивлению и освободил узников, содержавшихся в замке Иттер. На этом мемориале он упоминается как «Зепп Гангл», и там говорится, что он «погиб смертью героя в возрасте 35 лет».

## В культуре
Шведская метал-группа Sabaton написала песню «The Last Battle» о битве у замка Иттер.

Образ Гангля используется в игре Hearts of Iron 4 , где его портрет иногда используется для изображения  полевых офицеров.